# Cros (Puy-de-Dôme)
Cros település Franciaországban, Puy-de-Dôme megyében. Lakosainak száma 166 fő (2022. január 1.). Cros Champs-sur-Tarentaine-Marchal, Lanobre, Bagnols, Saint-Donat és Trémouille-Saint-Loup községekkel határos.

## Népesség
A település népességének változása:
| Lakosok száma | 173  | 178  | 188  | 175  | 171  | 167  | 167  | 167  | 166  |
|               | 2013 | 2015 | 2016 | 2017 | 2018 | 2019 | 2020 | 2021 | 2022 |